# Lillhärdals församling
Lillhärdals församling var en församling i Härnösands stift och i Härjedalens kommun i Jämtlands län. Församlingen uppgick 2006 i Svegsbygdens församling.
Församlingskyrka var Lillhärdals kyrka.

## Administrativ historik
Församlingen bildades 1407 genom utbrytning ur Svegs församling.
Församlingen var till slutet av 1400-talet annexförsamling i pastoratet Sveg, Hede och Lillhärdal som från 1466 också omfattade Överhogdals församling. Från slutet av 1400-talet till 1867 annexförsamling i pastoratet Sveg, Lillhärdal och Överhogdal (var dock utanför pastoratet mellan 8 april 1564 och 1570 och utgick därur 1 maj 1814) som från omkring 1580 även omfattade Älvros församling och från 1798 Linsells församling. Från 1867 till 2006 utgjorde församlingen ett eget pastorat. Församlingen uppgick 2006 i Svegsbygdens församling.